# Санников, Геннадий Вячеславович
Генна́дий Вячесла́вович Са́нников (5 октября 1941, Черемхово, Иркутская область — 12 декабря 2017, Екатеринбург) — советский футболист и футбольный тренер. Бо́льшую часть карьеры провел в клубе «Уралмаш» из Свердловска. Является рекордсменом данного клуба по количеству проведённых матчей (354). Мастер спорта СССР с 1968 года. Состоял в КПСС.

## Биография
Начинал карьеру в клубе «Шахтёр» из родного города Черемхово, финалисте Кубка РСФСР среди коллективов физической культуры 1961 года. Затем выступал за команды «Ангара» Иркутск и «Армеец» Улан-Удэ (в 1963 году — ФК «Байкал»). Последующую карьеру (1966—1975) провёл в клубе «Уралмаш» Свердловск, в составе которого стал рекордсменом по количеству проведённых матчей. В сезоне 1969 года (во время выступления «Уралмаша» в высшей лиге страны) провёл на поле все 34 игры и отметился одним автоголом.
С 1978 по 1980 год являлся тренером «Уралмаша».
Скончался 12 декабря 2017 года в Екатеринбурге. Похоронен на Широкореченском кладбище.